# Leucophlebia bicolor
Leucophlebia bicolor är en fjärilsart som beskrevs av Butler 1875. Leucophlebia bicolor ingår i släktet Leucophlebia och familjen svärmare. Inga underarter finns listade i Catalogue of Life.